# Melipilla (provincie)
Melipilla is een provincie van Chili in de Región Metropolitana. De provincie telde 185.966 inwoners in 2017 en heeft een oppervlakte van 4066 km². Hoofdstad is Melipilla.

## Gemeenten
Melipilla is verdeeld in vijf gemeenten:
- Alhué
- Curacaví
- María Pinto
- Melipilla
- San Pedro